# 531
Năm 531 là một năm trong lịch Julius.